# 長田大主
長田 大主（なあた うふしゅ、1456年-1517年）は、16世紀初めに八重山頭職に任じられた石垣島の豪族である。

## 概要
名は信保。波照間島に生まれ、8歳で石垣島に移住した。島南部で勢力を築き、北部に進出した西表島の豪族慶来慶田城用緒と義兄弟の契りを結んでいる。また、東部の豪族オヤケアカハチには妹の古乙姥（くいつば）を嫁がせた。1500年のオヤケアカハチの乱では、当初アカハチに首里王府への帰順を勧めたが、かえって二人の弟を殺害され、西表島の古見に逃亡した。ここで宮古島の豪族仲宗根豊見親を通じて、オヤケアカハチの謀反を王府に報じた。反乱鎮圧後、古乙姥は夫に従って反抗したので処刑された。もう一人の姉妹の真乙姥（まいつば）は、祝女（ノロ）として王府軍の為に武運と航海の安全を祈り、その功績により地元祝女の高位である永良比金（いらびんがみ）神職に任ぜられた。
なお、この当時、王府の威光を背景に、宮古島勢力が先島諸島全体の制圧をはかっていたことが反乱の要因であるといわれる。
長田大主は古見大首里大屋子に任ぜられ、更に後、石垣頭職となった。子孫は長栄氏長田家。長栄氏家譜では祖先を宮古島忠導氏としているが、これは仲宗根豊見親の家系である。宮古島勢力との結びつきが窺える。